# Констянтинівка (Гур'євський міський округ)
Констянтинівка (рос. Константиновка) — селище Гур'євського міського округу, Калінінградської області Росії. Входить до складу Добринського сільського поселення.
Населення —  656 осіб (2015 рік). 

## Населення
| 1910 | 1933 | 1939 | 2002 | 2010 |
| ---- | ---- | ---- | ---- | ---- |
| 282  | ↘247 | ↗255 | ↘85  | ↗656 |